# Grammofoonmuseum
Het Nationaal Grammofoonmuseum is een museum in de plaats Nieuwleusen, Overijssel.
In het museum komt de geschiedenis aan de orde vanaf de uitvinding van de fonograaf in 1877 tot de intrede van de digitale muziek rond 1980. Naast de apparaten zijn in het museum oude grammofoons en platenspelers te bekijken en beluisteren.
Er is een collectie te zien van allerlei antieke fonografen en akoestische en elektrische platenspelers, variërend van de kleinste reisgrammofoon ter wereld tot en met een twee meter hoge jukebox uit 1908. De collectie speelplaten bestaat uit rond tienduizend 78 toerenplaten en verder nog een groot aantal langspeelplaten (33 toeren) en singles (45 toeren).
Verder zijn er nog veel bandrecorders en microfoons te zien die de grammofoons in hun historische context plaatsen.
Voor groepen en gezelschappen is er de mogelijkheid om een uitgebreide presentatie  krijgen. Na de presentatie volgt een rondleiding door het museum. U hoort mooie verhalen achter de veelheid van fonografen n grammofoons die u te zien krijgt. U ziet apparaten waarvan u het bestaan niet wist. Elke rondleiding is een bijzondere en unieke ervaring.
Tijdens de rondleiding neemt u nog een kijkje in de studio met professionele apparatuur en mengpaneel. 